# Лайза Скоталайн
Лайза Скоталайн (на английски: Lisa Scottoline) е американска юристка и писателка, авторка на бестселъри в жанровете юридически трилър и криминален роман.

## Биография и творчество
Лайза Скоталайн е родена на 1 юли 1955 г. във Филаделфия, Пенсилвания, САЩ. Завършва през 1976 г. с отличие и бакалавърска степен по Английска филология от Университета на Пенсилвания. Работи като редактор към университета и през 1981 г. завършва с отличие и диплома по право Юридическия колеж към него.
След дипломирането си стажува при съдията Едмънд Спит, а след това е сътрудник в правната кантора „Dechert, Price & Rhoads“. След раждането на дъщеря си през 1986 г. напуска фирмата и работи по юридически текстове на непълно работно време. През 1994 г. става за кратко правен чиновник в администрацията на главен съдия Долорес Словейтър.
Първият ѝ криминален трилър „Навсякъде, където Мери отидеше...“ от поредицата „Розато и съдружници“ е публикуван през 1994 г. Главните героини в поредицата са блестящи адвокати готови на всичко, за да защитят своите клиенти. Книгата става бестселър и тя напуска работата си и се посвещава на писателската си кариера.
През 2006 – 2007 г. участва в написването с благотворителна цел на романа „Ръкописът на Шопен“ с още 14 други автори – Джефри Дивър (фабула), Лий Чайлд, Джеймс Грейди, Джим Фузили, Дейвид Хюсън, С. Джей Роузан, Ерика Спиндлър, Джон Рамзи Милър, Дейвид Корбет, Джон Гилстрап, Питър Шпигелман, Ралф Пезуло, Джоузеф Файндър и П. Дж. Париш. През 2009 г. по същата схема се създава „The Copper Bracelet“ с 15 негови колеги – Гейл Линдс, Дейвид Хюсън, Джим Фузили, Джон Гилстрап, Джефри Дивър, Джоузеф Файндър, Дейвид Корбет, Линда Барнс, Джени Сайлър, Дейвид Лис, П. Дж. Париш, Брет Батълс, Лий Чайлд, Джон Ланд и Джеймс Фелън. Те са издадени като аудиокниги с разказвач Алфред Молина.
През 2010 – 2011 г. заедно с още 25 прочути автори на криминални романи се събират, за да напишат заедно експресивния трилър „Няма покой за мъртвите“. Освен нея участници са Джефри Дивър, Питър Джеймс, Сандра Браун, Тес Геритсън, Джеф Абът, Реймънд Хури, Джон Лескроарт и др., а световноизвестният Дейвид Балдачи изготвя предговора. Писателите влагат своята изобретателност, за да опишат превратната съдба на детектива Джон Нън, който се е справял перфектно в разследванията си. Но една-единствена грешка не му дава покой и последствията от нея го преследват с години.
Произведенията на писателката често са в списъците на бестселърите. Те са издадени в над 35 страни и в над 30 милиона екземпляра по света.
Тя също така пише седмична колонка с дъщеря си Франческа Серитела за „Филаделфия Инкуайърър“ озаглавена „Chick Wit“, която е остроумен и забавен поглед върху живота от гледна точка на жената. Част от тях са издадени в сборника „Why My Third Husband Will Be a Dog“ (Защо моят трети съпруг ще бъде куче).
Била е гостуващ преподавател на курс „Правосъдие и литература“ в правния факултет в Университета на Пенсилвания.
Била е президент на Асоциацията на писателите на криминални романи на Америка. Удостоена е със званието „доктор хонорис кауза“ от университета „Уест Честър“.
Лайза Скоталайн живее в района на Филаделфия.

## Произведения

### Самостоятелни романи
- Final Appeal (1995) – награда „Едгар“ за най-добър дебютен криминален роман
Последно обжалване, изд. „Мойри“, София (2000), прев. Димитрина Перостийска
- Running From the Law (1995)
Да избягаш от закона, изд. „Мойри“, София (2000), прев. Димитрина Перостийска
- Naked Came the Phoenix (2001) – с Невада Бар, Мери Джейн Кларк, Диана Габалдон, Фей Келерман, Джудит Джанс, Лори Р Кинг, Вал Макдърмид, Пам и Мери О'Шонъси, Ан Пери, Нанси Пикард, Дж. Д. Роб и Марша Тали
- Natural Suspect (2001) – с Уилям Бърнхарт, Лесли Глас, Джини Харцмарк, Джон Каценбах, Джон Лескроарт, Бони Макдъгъл, Брад Мелцър, Майкъл Палмър, Филип Марголин и Лорънс Шеймс
Фатални подозрения, изд.: ИнфоДАР, София (2005), прев. Боряна Даракчиева
- Devil's Corner (2005)
- Dirty Blonde (2006)
- Daddy's Girl (2007)
- Look Again (2009)
- Save Me (2011)
- No Rest for the Dead (2011) – с Джеф Линдзи, Лори Армстронг, Дейвид Балдачи, Диана Габалдон, Томас Кук, Джефри Дивър, Фей Келерман, Андрю Гъли, Ламия Гули, Питър Джеймс, Джудит Джанс, Тес Геритсън, Реймънд Хури, Джон Лескроарт, Филип Марголин, Гейл Линдс, Алегзандър Маккол Смит, Сандра Браун, Майкъл Палмър, T. Джеферсън Паркър, Матю Пърл, Кати Райкс, Маркъс Сейки, Джонатан Сантлоуфър, Джеф Абът, Робърт Лоурънс Стайн и Марша Тали
Няма покой за мъртвите, изд. ИК „Обсидиан“, София (2011), прев. Боян Дамянов
- Come Home (2012)
- Don't Go (2013)
- Keep Quiet (2014)
- Every Fifteen Minutes (2015)
- Most Wanted (2016)

### Серия „Розато и съдружници“ (Rosato and Associates)
1. Everywhere That Mary Went (1994)
Навсякъде, където Мери отидеше..., изд. „Мойри“, София (2000), прев. Димитрина Перостийска
2. Legal Tender (1996)
Законно платежно средство, изд. „Мойри“, София (2001), прев. Димитрина Перостийска
3. Rough Justice (1997)
Груба справедливост, изд. „Сиела“, София (2002), прев. Христо Димитров
4. Mistaken Identity (1998)
5. Moment of Truth (2000)
Мигът на истината, изд. „Сиела“, София (2002), прев. Красимира Икономова
6. The Vendetta Defense (2001)
7. Courting Trouble (2002)
8. Dead Ringer (2003)
9. Killer Smile (2004)
10. Lady Killer (2008)
11. Think Twice (2010)

### Серия „Розато и Динунцио“ (Rosato & DiNunzio)
1. Accused (2013)
2. Betrayed (2014)
3. Corrupted (2015)
4. Damaged (2016)

### Участие в общи серии с други писатели

#### Серия „Харолд Мидълтън“ (Harold Middleton)
1. The Chopin Manuscript (2008) – Джефри Дивър, Дейвид Хюсън, Джоузеф Файндър, С. Джей Роузан, Ерика Спиндлър, Джон Рамзи Милър, Дейвид Корбет, Джон Гилстрап, Джим Фусили, Питър Шпигелман, Ралф Пезуло, Джеймс Грейди, П. Дж. Париш, Лий Чайлд
Ръкописът на Шопен, изд.: ИК „Бард“, София (2010), прев. Елена Чизмарова
2. The Copper Bracelet (2010) – Лий Чайлд, Дейвид Корбет, Джефри Дийвър, Джим Фусили, Джон Гилстрап, Джеймс Грейди, Дейвид Хюсън, Джон Рамзи Милър, П. Дж. Париш, Ралф Пезуло, С. Джей Роузан, Питър Шпигелман, Джоузеф Файндър, Брет Батълс и Ерика Спиндлър

### Документалистика
- Why My Third Husband Will Be a Dog (2009)
- My Nest Isn't Empty, It Just Has More Closet Space (2010) – с Франческа Серитела
- Best Friends, Occasional Enemies (2011) – с Франческа Серитела
- Happy and Merry (2012) – с Франческа Серитела
- Meet Me at Emotional Baggage Claim (2012) – с Франческа Серитела
- Have a Nice Guilt Trip (2014) – с Франческа Серитела
- Does This Beach Make Me Look Fat? (2015) – с Франческа Серитела
- I've Got Sand in All the Wrong Places (2016) – с Франческа Серитела